# アルタ・カリフォルニア

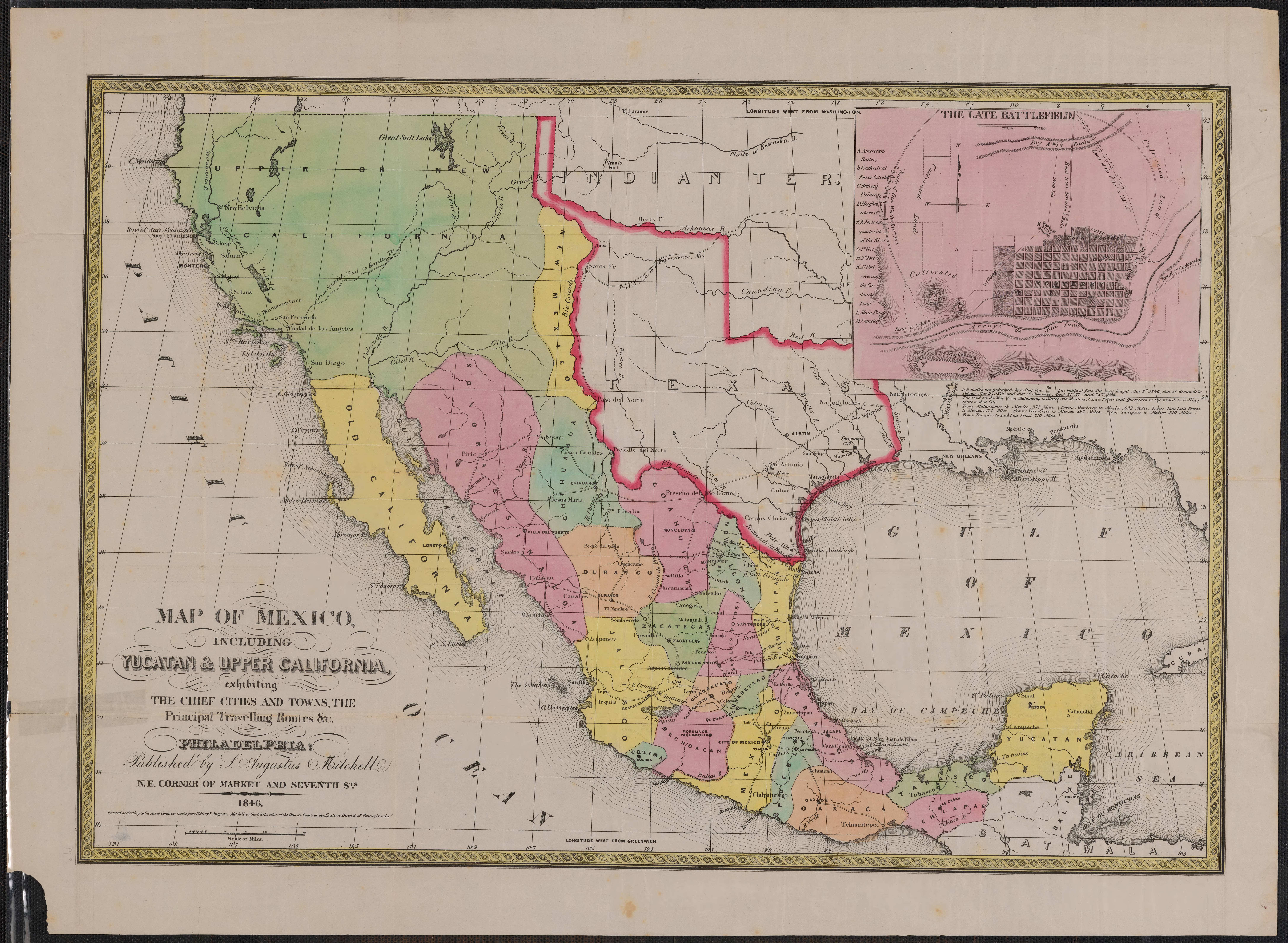
アッパー・カリフォルニア（図左上緑色部）の地図（1847年）

アルタ・カリフォルニア（Alta California）、またはアッパー・カリフォルニア（Upper California）は、当時のヌエバ・エスパーニャの一部であるスペイン領カリフォルニア州（Las Californias、1770年-1804年）が、北のフランシスコ会伝道所と南のドミニコ会伝道所のふたつに分けられた1804年に形成された。南の部分は、バハ・カリフォルニアの領地となった。

## 概要
アルタ・カリフォルニアは、現在のアメリカ合衆国のカリフォルニア州、ネバダ州、ユタ州、アリゾナ州北部、ワイオミング州南西部の土地を含み、メキシコ独立革命の結果、1821年にはスペインからの独立を獲得して短命の第一次帝国(1822年にスペインに違法であると考えられた)を建てるが、新たに独立したメキシコ合衆国には承認されなかった。
1824年のメキシコ憲法では、領土のひとつとして示された。
1846年から1848年の米墨戦争の結果、メキシコはアルタ・カリフォルニア領地の支配力を失った。